# Англо-ірландська торгова війна
Англо-ірландська торгова війна (також звана Економічною війною) — торгова війна у відповідь між Ірландською вільною державою та Сполученим Королівством з 1932 по 1938 рік. Уряд Ірландії відмовився продовжувати відшкодовувати Великій Британії земельні ануїтети з фінансових позик, наданих ірландським фермерам-орендарям, щоб вони могли купувати землі відповідно до ірландських земельних актів наприкінці дев'ятнадцятого століття, положення, яке було частиною англо-ірландського договору 1921 року. Це призвело до введення односторонніх торговельних обмежень обома країнами, що завдало серйозної шкоди економіці Ірландії.
«Війна» мала два основні аспекти:
- Суперечки навколо зміни конституційного статусу Ірландської вільної держави по відношенню до Великої Британії;
- Зміни в економічній та фіскальній політиці Ірландії після Великої депресії .

## Захисна політика
Прийшовши до влади та прийшовши на посаду в 1932 році, новий уряд Фіанни Файл під керівництвом Емона де Валери розпочав протекціоністську політику в економічних відносинах, і тарифи були запроваджені для широкого спектру імпортних товарів, головним чином з Британії, найбільшої торгівлі Вільної держави. Це вважалося необхідним для розвитку місцевої промисловості, відходу від надмірної залежності від Великої Британії, а також її неспроможності розвиватися промислово в умовах вільного ринку. Це також мало компенсувати різке падіння попиту на ірландську сільськогосподарську продукцію на міжнародних ринках через Велику депресію, яка почалася в 1929 році.
Треба було також знайти інші засоби, щоб допомогти катастрофічно підірваному торговельному балансу та зростанню державного боргу. Тодішній міністр промисловості та торгівлі Шон Лемас розгорнув енергійну кампанію, щоб зробити Вільну державу сільськогосподарською та промисловою самодостатньою. Було вжито всіх зусиль, щоб додати до заходів, запроваджених попереднім урядом, для розвитку землеробства та промисловості, що обробляють землю, і заохотити населення уникати британського імпорту та «купувати ірландські товари».

## Несплата земельної ренти
Уряд намагався піти далі і припинити виплату Британії земельних ануїтетів. Вони походять від державних позик, наданих ірландським фермерам-орендарям Земельною комісією з 1880-х років, які дозволяли їм купувати землі у своїх колишніх власників відповідно до Законів про землю Ірландії. У 1923 році попередній уряд В. Т. Косгрейва запевнив Британію, що Вільна держава погасить свої борги та передасть земельні ануїтети та інші фінансові зобов'язання. Згідно з Лондонською угодою 1925 року. Вільна держава була звільнена від свого зобов'язання за договором сплачувати свою частку державного боргу Сполученого Королівства. Зобов'язання Вільної держави контролювати та передавати виплати земельної ренти призвело до суперечок і дебатів щодо того, чи були вони боргами приватними чи державними.
У 1932 році де Валера витлумачив, що ануїтети були частиною державного боргу, від якого Вільна держава була звільнена, і вирішив, що Вільна держава більше не виплачуватиме їх Великій Британії. Його уряд прийняв Закон про землю 1933 року, який дозволяв витрачати гроші на проекти місцевого самоврядування.
Після низки переговорів на високому рівні в 1932 році, у жовтні 1932 року дискусії припинилися щодо того, чи зобов'язання виплачувати земельні ануїтети повинні розглядатися комісією, обраною з експертів з Британської імперії (британська пропозиція), чи з усього світу (ірландський погляд). У зустрічному позові Де Валера вимагав від британців:
- Повернути вже сплачені 30 мільйонів фунтів стерлінгів у вигляді ануїтетів земельної комісії та
- Виплатити Ірландській вільній державі 400 мільйонів фунтів стерлінгів у зв'язку з надмірним оподаткуванням Великою Британією Ірландії між 1801 і 1922 роками.[8][9]

## Конфлікт поглиблюється
Щоб відшкодувати ануїтети, британський прем'єр-міністр Рамсі Макдональд у відповідь ввів 20 % імпортних мит на сільськогосподарську продукцію Вільної держави до Великої Британії, яка становила 90 % усього експорту вільної держави. Домогосподарства Великої Британії не бажали платити двадцять відсотків додатково за ці продукти харчування. Вільна держава відповіла тим же, встановивши подібне мито на британський імпорт, а у випадку вугілля з Великої Британії, з чудовим гаслом (з Джонатана Свіфта в 1720-х роках): «Спалюйте все англійське, крім їхнього вугілля». У той час як Велика Британія постраждала від наступної економічної війни набагато менше, економіка Ірландії постраждала серйозно.
Внутрішньо уряд Ірландії фактично не припинив свій власний збір ануїтетів, які коштували його фермерам понад 4 мільйони фунтів стерлінгів щорічно. На задньому плані безробіття було надзвичайно високим, наслідки Великої депресії ускладнили труднощі, усунувши вихід для еміграції та зменшивши грошові перекази з-за кордону. Уряд закликав людей підтримувати протистояння з Великою Британією як національні труднощі, які повинні розділити всі громадяни. Фермерів закликали перейти до обробітку землі, щоб виробляти достатньо їжі для внутрішнього ринку.
Тяжкість економічної війни, яка особливо вплинула на фермерів, була величезною та загострила класову напруженість у сільській місцевості. У 1935 році «Пакт про вугілля та велику рогату худобу» дещо полегшив ситуацію, за яким Британія погодилася збільшити імпорт ірландської худоби на третину в обмін на те, що Вільна держава імпортує більше британського вугілля.
Оскільки галузь великої рогатої худоби залишалася в скрутному становищі, уряд закупив більшу частину надлишкової яловичини, за яку він платив щедро за кожне забите теля, оскільки їх не можна було експортувати. Він запровадив схему «безкоштовної яловичини для бідних», шкури знайшли використання лише в дубильній та шкіряній промисловості. Для багатьох фермерів, особливо для великих тваринників, сільськогосподарська депресія мала катастрофічні наслідки.
Подібно до «земельної війни» попереднього століття, вони відмовилися сплачувати ставки власності чи сплачувати свої земельні ренти. Щоб відшкодувати належні платежі, уряд протидіяв конфіскації худоби, яку швидко продали з аукціону за ціною, нижчою за її вартість. Фермери агітували за бойкот цих продажів і блокували дороги та залізниці. Щоб захистити покупців конфіскованих товарів, було викликано поліцію, і деякі люди були вбиті так званими "Брой Харріерами". Урядові сенатори не хотіли бути присутніми на дебатах у Сенаті у вересні 1934 року щодо результатів такої суперечки в Корку.
Через те, що у фермерів було мало грошей, відбулося значне зниження попиту на промислові товари, що також вплинуло на промисловість. Запровадження нових імпортних тарифів допомогло деяким ірландським галузям промисловості розширитися, коли Лемас запровадив Закон про контроль над виробництвом, згідно з яким контрольна частка компаній Вільної держави мала бути обмежена громадянами Ірландії. Це змусило десятки великих ірландських компаній з іноземними інвесторами, як-от Guinness, перенести свої штаб-квартири за кордон і сплачувати там корпоративні податки. Додаткові цукрові бурякові заводи були відкриті в Маллоу, Туам і Турлес.
Економічна війна серйозно не вплинула на торговельний баланс між двома країнами, оскільки імпорт з Великої Британії був обмежений, але британські експортери дуже критично ставилися до свого уряду через втрату бізнесу, яку вони також зазнали в Ірландії, через те, що їм довелося сплачувати мита на товари. вони експортували туди. І тиск, який вони чинили на британський уряд, і невдоволення ірландських фермерів урядом Фіанни Файл допомогли заохотити обидві сторони шукати врегулювання економічної суперечки.

## Зміни в ірландській конституції та політиці
У 1933 році Де Валера скасував присягу на вірність (конституції вільної держави та заяву про вірність Георгу V як «королю Ірландії»), як того вимагала Конституція 1922 року. Наприкінці 1936 року він скористався кризою зречення Едуарда VIII, щоб ухвалити Закон про виконавчу владу (зовнішні відносини) 1936 року та Закон про виконавчі повноваження (випливаючі положення) 1937 року. Це призвело до припинення ролі генерал-губернатора Ірландської вільної держави у внутрішніх справах Ірландії та його заміни на уряд того часу.
У 1934-36 роках уряд був стурбований законодавчими затримками, спричиненими Сенатом (ірландською мовою: Seanad Éireann), ухваливши Закон про Конституцію (поправка № 24) 1936 року. Сучасний Seanad Éireann був створений Конституцією 1937 року та вперше засідав у січні 1939 року.
Примітно, що, незважаючи на загальні економічні труднощі, урядове голосування вистояло в 1932—1938 роках. По-перше, де Валера призначив вибори 1933 року протягом року після вступу на посаду, перш ніж відчулися найгірші наслідки. Вибори в липні 1937 року спостерігали падіння підтримки як для нього, так і для його головного суперника, партії Fine Gael, і він продовжував обіймати посаду за мовчазної підтримки Лейбористської партії. Кількість місць у Dáil, які оскаржувалися в 1937 році, було зменшено зі 153 до 138 місць, що залишило менше шансів для менших партій отримати місця.
У той самий день, коли відбулися вибори 1937 року, шляхом плебісциту було прийнято Конституцію Ірландії, що ще більше віддалило державу від конституційної позиції, передбаченої англо-ірландським договором 1921 року. За нову Конституцію проголосувало 56,5 % виборців, які через високу кількість тих, хто утримався або зіпсував голоси, становили лише 38,6 % від усього електорату.

## Вугільно-великий пакт і резолюція
У 1935 році напруженість між Великою Британією та Ірландією почала зменшуватися. З 20 % мита на імпорт вугілля та худобу ставало дедалі важче купити через ціни. В Ірландії був такий надлишок худоби, що фермерам довелося почати забій худоби, оскільки її не можна було продати британцям. Тоді Британія та Ірландія підписали Пакт про вугілля та велику рогату худобу, який означав, що купувати ці товари буде дешевше та легше отримати. Угода про вугільно-велику рогату вказувала на готовність припинити економічну війну.
Вирішення кризи відбулося після серії переговорів у Лондоні між британським прем'єр-міністром Невілом Чемберленом і де Валерою, якого супроводжували Лемасс і Джеймс Райан. Угода про досягнення прийнятного врегулювання була укладена в 1938 році і введена в дію у Великій Британії як Закон про підтвердження угод (Eire). Згідно з умовами трирічної англо-ірландської торгової угоди, усі мита, накладені протягом попередніх п'яти років, були скасовані.
Хоча період Економічної війни призвів до серйозних соціальних страждань і значних фінансових втрат для Ірландії, її результат був визнаний сприятливим. Ірландія все ще мала право вводити тарифи на британський імпорт, щоб захистити нові галузі промисловості Ірландії. Угода також врегулювала потенційне зобов'язання щодо земельних ануїтетів у розмірі 3 мільйонів фунтів стерлінгів на рік шляхом одноразової виплати Британії у розмірі 10 мільйонів фунтів стерлінгів, а також відмову обох сторін від усіх подібних претензій і зустрічних претензій.
Оскільки в 1930-х роках було відомо, що виплати земельної ренти в Північній Ірландії в розмірі приблизно 650 000 фунтів стерлінгів на рік утримувалися її урядом і не передавалися Лондону, залишається незрозумілим, чому ірландський уряд не згадав про це під час переговорів.
Він також передбачав повернення Ірландії портів за Договором, які були утримані Великою Британією згідно з положенням Договору 1921 року. З початком Другої світової війни в 1939 році повернення портів дозволило Ірландії залишатися нейтралітетним.

## Віддалені ефекти

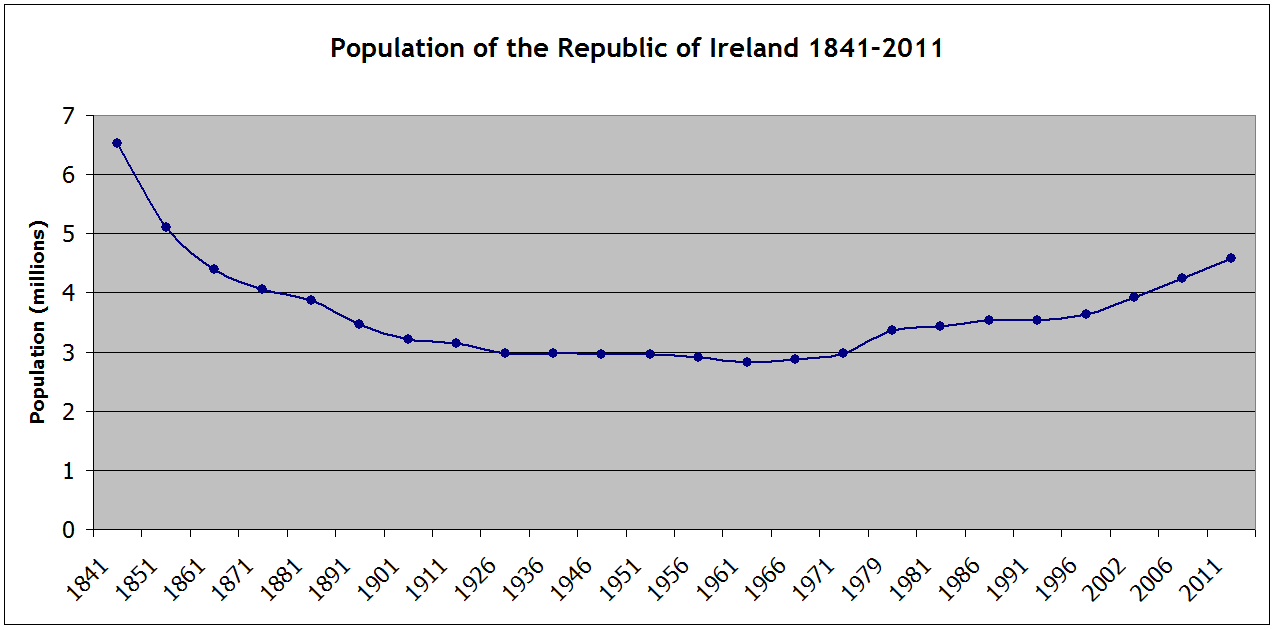
Населення (млн.) з 1841 по 2011 рік

Протекціонізм залишався ключовим елементом ірландської економічної політики до 1950-х років, стримуючи торгівлю та подовжуючи еміграцію. Його архітектора, Шона Лемаса, зараз найбільше пам'ятають тим, що він скасував і скасував політику 1960 року, порадивши у звіті Т. К. Вітакера 1958 року « Перша програма економічного розширення». Потім це стало важливою частиною заявки Ірландії на вступ до Європейського економічного співтовариства в 1961 році та можливого вступу в 1973 році. Населення республіки зросло наприкінці 1960-х років уперше після утворення Вільної держави в 1922 році.